# ليندسي باكنغهام
ليندسي باكنغهام (بالإنجليزية: Lindsey Buckingham)‏ (و. 1949  م) هو عازف قيثارة، ومغني، وملحن، ومنتج أسطوانات، ومغن ومؤلف أمريكي، ولد في بالو ألتو، كاليفورنيا، وهو عضوٌ في فليتوود ماك.

## التعليم
تعلم في جامعة سان هوزيه الحكومية.

## وصلات خارجية
- ليندسي باكنغهام على موقع IMDb (الإنجليزية)
- ليندسي باكنغهام على موقع الموسوعة البريطانية (الإنجليزية)
- ليندسي باكنغهام على موقع ميوزك برينز (الإنجليزية)
- ليندسي باكنغهام على موقع رولينغ ستون (الإنجليزية)
- ليندسي باكنغهام على موقع إن إن دي بي (الإنجليزية)
- ليندسي باكنغهام على موقع أول ميوزيك (الإنجليزية)
- ليندسي باكنغهام على موقع ديسكوغز (الإنجليزية)
- ليندسي باكنغهام على موقع قاعدة بيانات الفيلم (الإنجليزية)

- ليندسي باكنغهام في قاعدة بيانات الأفلام على الإنترنت